# Peel Sound
De Peel Sound is een Arctische zeestraat in de Qikiqtaaluk in Nunavut in Canada. Het scheidt Somerseteiland in het oosten van Prins van Waleseiland in het westen. In het noorden komt het uit op de Straat Barrow, onderdeel van het Parrykanaal, terwijl het zuidelijke uiteinde overgaat in Franklin Strait die de verbonding vormt met de Larsen Sound. In het zuidoosten ligt de Straat Bellot.
Er zijn verschillende genoemde eilanden binnen de zeestraat, waaronder: Lock, Vivian, Prescott, Pandora, Otrick, Barth, De la Roquette en Gibson.

## Geschiedenis
Sir John Franklin trok in 1846 door de zeestraat tijdens een ongebruikelijk warme zomer, want doorgaans was Peel Sound bevroren. De oostkant werd in 1849 getraceerd door James Clark Ross. In 1858 probeerde Francis Leopold McClintock er binnen te dringen, maar werd geblokkeerd door ijs.